# Fu Zuoyi

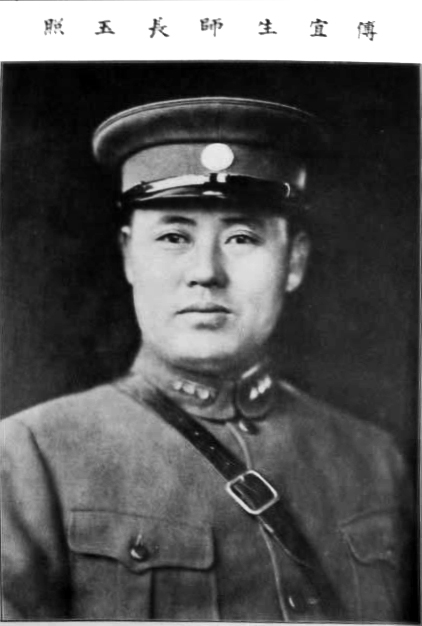
Fu Zuoyi im Jahre 1929

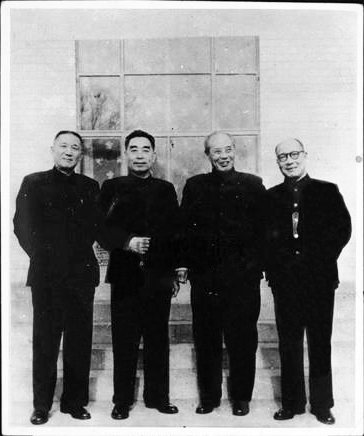
Fu Zuoyi (3. v. l.) mit Zhang Zhizhong, Zhou Enlai und Qu Wu im Jahre 1962

Fu Zuoyi (chinesisch 傅作義 / 傅作义, Pinyin Fù Zuòyì, W.-G. Fu Tso-i; * 27. Juni 1895 in Ronghe, Kreis Linyi, Provinz Shanxi; † 19. April 1974 in Peking) war Kommandeur in der Armee des chinesischen Kriegsherren Yan Xishan, General der Nationalrevolutionären Armee und Politiker der Volksrepublik China.
Fu besuchte als Jugendlicher in die Armeeschule von Shanxi, die Qinghe-Offiziersschule in Peking und die Militärakademie Baoding und trat danach in die Armee des Kriegsherren Yan Xishan ein, der Fus Heimatkreis kontrollierte. In dieser Armee stieg der während der Periode der Kriegsherren zu einem der fähigsten Kommandeure auf, was er an der von Oktober 1927 bis Januar 1928 dauernden Verteidigung der eingeschlossenen Stadt Zhuozhou unter Beweis stellte. Er wurde 1927 Teilnehmer am Nordfeldzug, in dem Chiang Kai-shek versuchte, das politisch zersplitterte China zu vereinigen. Hier wurde Fu zum Kommandeur der Fünften Armee und der Garnison von Tianjin ernannt. Als Yan Xishan, Feng Yuxiang, Li Zongren und Wang Jingwei sich im Jahre 1930 im Krieg in der Zentralebene Chiang Kai-shek widersetzten, eroberte Fu gegen die Truppen Chiang Kai-sheks von Shanxi aus die Stadt Jinan, wurde letzten Endes aber besiegt. In dieser Zeit freundete Fu sich mit Zhang Xueliang an, der die Mandschurei kontrollierte. Zhang ernannte Fu zum Gouverneur der Provinz Suiyuan und ließ ihn den Suiyuan-Feldzug leiten, bei dem Fu erfolgreich japanische Invasionen von Mandschukuo in die Provinz Chahar verhindern konnte. Im Zweiten Japanisch-Chinesischen Krieg diente Fu auf zahlreichen Positionen in Nordchina, führte die 7. Armeegruppe, nahm an der Chahar-Operation, der Schlacht von Xinkou, der Schlacht um Taiyuan und der Winteroffensive 1939/40 teil. Bei der Kapitulation Japans hatte Fu das Kommando über die 12. Kriegsregion, der die Provinzen Rehe, Chahar und Suiyuan unterstellt waren.
Während des chinesischen Bürgerkrieges gelang es Fu zunächst, die Kontrolle über die Eisenbahnstrecke zwischen Peking und Suiyuan zu erlangen, die Belagerung der Stadt Datong durch die Kommunisten zu beenden und im Oktober 1946 Zhangjiakou zu erobern. Ende 1947 verlor er jedoch im Zuge der Schwächung der Kuomintang-Truppen die Stadt Shijiazhuang an die erstarkende Volksbefreiungsarmee. Nach dem kommunistischen Siegen im Huaihai-Feldzug und dem Liaoshen-Feldzug waren Fus Truppen die einzigen verbliebenen nationalistischen Verbände nördlich des Jangtsekiang. Fu hatte das Kommando über eine Armee von 600.000 Soldaten am strategisch wichtigen Korridor zwischen Peking und Suiyuan, der an der Nahtstelle zwischen der Mandschurei und dem Rest Chinas liegt und plante, die kommunistischen Truppen m Norden zu binden und im Süden neue Truppen auszuheben. Die Optionen, seine Armee über das Meer zu evakuieren oder in Richtung Westen zu ziehen und seine Armee mit jener Yan Xishans zu vereinen, verwarf er. Er wurde in der Folge von den Truppen Lin Biaos, der nach dem Ende des Liaoshen-Feldzuges in den Süden von Hebei gezogen war, und der Nordarmee von Nie Rongzhen eingekesselt. Im Jahre 1948 hatten Agenten der Kommunistischen Partei Chinas das Umfeld Fus so infiltriert – darunter Fus Tochter Fu Dongju und sein persönlicher Sekretär Yan Youwen – dass er nach der Einnahme der Mandschurei durch die 4. Feldarmee und der Erstürmung Tianjins durch die Volksbefreiungsarmee über eine friedliche Übergabe Pekings an die Kommunisten verhandeln musste. Er nahm Geheimgespräche mit Lin Biao auf, nachdem Chiang Kai-shek die entscheidende Sitzung über die Verteidigungsstrategie in Nordchina vorzeitig verlassen hatte, um seinem Geschäftspartner David Kung in Shanghai zu helfen, der in Konflikt mit dem Gesetz geraten war. Die Verhandlungen resultierten darin, dass sich die von Fu Zuoyi kommandierte Garnison in Peking mit 250.000 Soldaten am 21. Januar 1949 ergab. Er wurde daraufhin aus der Kuomintang ausgeschlossen.
Nach Ausrufung der Volksrepublik China erhielt Fu hohe Posten in der Regierung und der Konsultativkonferenz. Von 1949 bis 1958 amtierte er als Minister für Wasserwirtschaft.
In der Kulturrevolution wurde Fus Tochter Fu Dongju von Roten Garden verfolgt und fand dabei den Tod. Fu selbst starb ebenfalls während der Kulturrevolution.